# 4-я воздушная армия (СССР)
4-я воздушная Краснознамённая армия (4 ВА) — оперативное объединение ВВС в составе ВС СССР и Российской Федерации.

## Наименование
- ВВС Южного фронта;
- 4-я воздушная армия (с 22.05.1942 г.);
- 37-я воздушная армия (с 10.01.1949 г.);
- ВВС Северной группы войск (с июля 1964 года);
- Краснознамённые ВВС Северной группы войск (с 22.02.1968 г.);
- 4-я воздушная Краснознамённая армия (с 4 апреля 1968 года);
- 4-я воздушная Краснознамённая армия ВГК (с 29 февраля 1980 года);
- 4-я воздушная Краснознамённая армия (с 10.1992 года);
- 4-я Краснознамённая армия ВВС и ПВО (с 1 июня 1998 года);
- 4-е Краснознамённое командование ВВС и ПВО. (с 7 мая 2009 года);
- 4-я Краснознамённая армия ВВС и ПВО (с 1 августа 2015 года).
- 4-я гвардейская Краснознамённая армия ВВС и ПВО (с 9 октября 2023 года).
- Войсковая часть (полевая почта) 21206;
- Войсковая часть (полевая почта) 18350 (с февраля 1949 года);
- Войсковая часть (полевая почта) 40911 (с октября 1992 года).

## История
Опыт боевых действий в начале 1942 года показал, что распыление авиации по общевойсковым армиям затрудняло управление, концентрацию сил на главном направлении и быстрый манёвр авиации по фронту, что снижало её боевые возможности. В мае 1942 года авиация фронтов была объединена в воздушные армии. Приказом народного Комиссара Обороны от 7 мая 1942 года № 0085 "В целях наращивания ударной авиации и успешного применения массированных авиаударов, объединить авиационные силы Южного фронта в единую воздушную армию, присвоив ей наименование «4-й Воздушной армии». 22 мая 1942 года формирование 4-й Воздушной армии было завершено. Первым командующим армией был назначен генерал К. А. Вершинин.
1 июня 1998 года была переформирована в 4-ю Краснознамённую армию ВВС и ПВО.

### Великая Отечественная война
В составе Южного, с 28 июля 1942 года Северо-Кавказского, с 1 сентября 1942 года Закавказского, с 24 января 1943 Северо-Кавказского фронта участвовала в оборонительных операциях в Донбассе и на Дону, в Битве за Кавказ, Керченско-Эльтигенской десантной операции и в воздушных сражениях на Кубани. Весной 1944 года армия поддерживала войска Приморской армии в ходе освобождения Крыма. С лета 1944 года до мая 1945 входила в состав 2-го Белорусского фронта. Участвовала в Белорусской, Восточно-Прусской, Восточно-Померанской и Берлинской наступательных операциях.
Всего за годы войны 4 ВА совершила свыше 300 тысяч самолёто-вылетов. За боевые отличия 17 частей и соединений преобразованы в гвардейские, 76 награждены орденами, 46 удостоены почётных наименований. Свыше 41 000 воинов армии награждены орденами и медалями, 277 лётчикам и штурманам присвоено звание Героя Советского Союза, а Д. Б. Глинка, А. Н. Ефимов, П. М. Камозин и А. И. Покрышкин удостоены этого звания дважды (третьей медали «Золотая Звезда» А. И. Покрышкин был удостоен, находясь во 2 ВА).

#### Подчинение
- 22.05.1942 — Южный фронт
- 28.07.1942 — Северо-Кавказский фронт
- 01.09.1942 — Закавказский фронт
- 24.01.1943 — Северо-Кавказский фронт
- с лета 1944 — 2-й Белорусский фронт (до конца войны)

### Участие в операциях и битвах
- Харьковская операция — с 22 мая 1942 года по 29 мая 1942 года.
- Ворошиловградско-Шахтинская оборонительная операция (07.07 — 24.07.1942 г.) — в ходе Воронежско-Ворошиловградской оборонительной операции;
- Тихорецко-Ставропольская оборонительная операция (25.07 — 05.08.1942 г.) в ходе Северо-Кавказской оборонительной операции;
- Моздок-Малгобекская операция (01.09 — 28.09.1942 г.) в ходе Северо-Кавказской оборонительной операции;
- Нальчикско-Орджоникидзевская операция (25.10 — 12.11.1942 г.) в ходе Северо-Кавказской оборонительной операции;
- Моздок-Ставропольская наступательная операция (01.01 — 24.01.1943 г.) в ходе Северо-Кавказской наступательной операции (операция «Дон»);
- Тихорецко-Ейская наступательная операция (24.01 — 04.02.1943 г) в ходе Северо-Кавказской наступательной операции (операция «Дон»);
- Краснодарская наступательная операция (09.02 — 16.03.1943 г.) в ходе Северо-Кавказской наступательной операции (операция «Дон»).

### Послевоенные годы
После Великой Отечественной войны армия базировалась в Польской народной республике и несколько раз меняла свое наименование:
- до 10 января 1949 года именовалась 4-й воздушной армией.
- с 10 января 1949 года по июль 1964 года именовалась 37-й воздушной армией.
- с июля 1964 года по 4 апреля 1968 года именовалась Военно-воздушные силы Северной Группы Войск.
- После награждения 22 февраля 1968 года указом Президиума Верховного Совета СССР орденом Красного Знамени к названию Армии добавилось звание Краснознаменная - Краснознаменные Военно-воздушные силы Северной Группы Войск.
- 4 апреля 1968 года был восстановлен номер, который армия имела в годы ВОВ. Она стала именоваться 4-й Краснознамённой воздушной армией.
- 29 февраля 1980 года по 12 октября 1989 года Армия подчинялась ставке Верховного Главнокомандования и носила наименование 4-й Краснознамённая воздушная армия ВГК.
- с 12 октября 1989 года армия вернулась в подчинение Северной Группы Войск и стала именоваться 4-й Краснознамённой воздушной армией СГВ

### Постсоветская эпоха
22 августа 1992 года управление 4-й Краснознамённой ВА (ВГК) передислоцировано в город Ростов-на-Дону, армия была выведения из подчинения ВГК. 16 июня 1997 года Президент РФ подписал указ «О первоочерёдных мерах по реформированию Вооружённых Сил РФ и совершенствованию их структуры». Согласно данному указу на базе 4-й воздушной Краснознамённой армии и 12-го отдельного корпуса ПВО 1 июня 1998 года была сформирована 4-я Краснознамённая армия ВВС и ПВО.

## Командный состав

### Командующие армией
- 07.05.1942 — генерал-майор авиации К. А. Вершинин
- 08.09.1942 — генерал-майор авиации Н. Ф. Науменко
- 01.05.1943 — генерал-лейтенант, генерал-полковник авиации К. А. Вершинин (до конца войны)
- 005.1946 — 09.1948 — генерал-лейтенант авиации В. В. Степичев
- 007.1950 — 01.1953 — генерал-майор авиации Д. Я. Слобожан
- 007.1979 — 10.1985 — генерал-майор авиации, с 01.11.1980 генерал-лейтенант авиации Д. В. Бобров
- ?- 03.1992 — генерал-майор авиации В. Е. Огнев
- 003.1992 — 11.1993 — генерал-лейтенант авиации А. И. Басов
- 011.1993 — 04.1998 — генерал-лейтенант авиации В. С. Михайлов

### Начальники штаба
- 07.05.1942 — генерал-майор авиации, генерал-лейтенант авиации А. З. Устинов
- 011.07.1944 — генерал-майор авиации А. Н. Алексеев (до конца войны)

### Заместители командующего по политчасти
- 07.05.1942 — дивизионный комиссар, генерал-майор авиации В. И. Алексеев
- 014.04.1943 — генерал-майор, генерал-лейтенант авиации Ф. Ф. Веров (до конца войны)[1][2][3]
- 1989—1987 генерал-майор авиации В. Д. Улезько — Член Военного Совета воздушной армии[4]

## Состав[5]

### 22 мая 1942 года
- 216-я истребительная авиационная дивизия
- 217-я истребительная авиационная дивизия
- 229-я истребительная авиационная дивизия
- 230-я штурмовая авиационная дивизия
- 218-я ночная бомбардировочная авиационная дивизия
- 219-я бомбардировочная авиационная дивизия
- 8-я отдельная авиационная эскадрилья связи
- семь смешанных авиаполков

### 19 апреля 1943 года
- Отдельный авиационный отряд 4-й воздушной армии — в составе Действующей армии: с 19 апреля 1943 года по 9 мая 1945 года[6]

### 9 мая 1945 года
Состав армии:
- 5-й бомбардировочный авиационный Люблинский Краснознамённый корпус
  - 132-я бомбардировочная авиационная Севастопольская дивизия
    - 63-й бомбардировочный авиационный Керченский Краснознамённый полк
    - 244-й бомбардировочный авиационный Алленштайнский полк
    - 277-й бомбардировочный авиационный Млавский Краснознамённый полк

  - 327-я бомбардировочная авиационная Гданьская дивизия (с 8.12.1944 года)
    - 408-й бомбардировочный авиационный Алленштайнский Краснознамённый полк
    - 640-й бомбардировочный авиационный Млавский ордена Суворова полк
    - 970-й бомбардировочный авиационный Городище-Сталинградский ордена Кутузова полк

  - 420-я отдельная авиационная эскадрилья связи
  - 291-я отдельная рота связи
  - 31-й отдельный взвод аэрофотослужбы
  - 2701-я военно-почтовая станция
- 4-й штурмовой авиационный корпус
  - 196-я штурмовая авиационная Жлобинская Краснознамённая дивизия
    - 657-й штурмовой авиационный Гдынский ордена Суворова полк
    - 946-й штурмовой авиационный Брестский полк (189-й гвардейский штурмовой авиационный Брестский ордена Суворова полк (из состава 231-й штурмовой авиационной дивизии)

  - 199-я штурмовая авиационная Слонимская Краснознамённая дивизия (с июля 1944 г.)
    - 136-й штурмовой авиационный Новогеоргиевский ордена Суворова полк (с июля 1944 г.)
    - 569-й штурмовой авиационный Осовецкий Краснознамённый, ордена Суворова полк (с июля 1944 г.)
    - 783-й штурмовой авиационный Танненбергский Краснознамённый полк (с июля 1944 г.)
    - 724-й штурмовой авиационный Радомский Краснознамённый полк (возможно входил в состав дивизии, нет точных данных, возможно, что входил в состав 300-й шад)

  - 456-я отдельная авиационная эскадрилья связи
  - 210-я отдельная рота связи
  - 288-я отдельная рота связи
  - 38-й отдельный взвод аэрофотослужбы
  - 2682 военно-почтовая станция
- 8-й истребительный авиационный Бобруйский Краснознамённый корпус
  - 215-я истребительная авиационная Танненбергская Краснознамённая дивизия (расформирована в декабре 1945 года)
    - 156-й истребительный авиационный Эльбингский ордена Суворова полк
    - 246-й истребительный авиационный полк
    - 263-й истребительный авиационный Померанский ордена Суворова полк
    - 283-й истребительный авиационный Выборгский ордена Кутузова полк
    - 813-й истребительный авиационный Осовецкий Краснознамённый полк

  - 323-я истребительная авиационная Барановичская Краснознамённая дивизия
    - 269-й истребительный авиационный Алленштайнский Краснознамённый полк (по март 1947 года, расформирован)
    - 484-й истребительный авиационный Брестский Краснознамённый полк

  - 412-я отдельная авиационная эскадрилья связи
  - 281-я отдельная рота связи
  - 2668-я военно-почтовая станция
- 230-я штурмовая авиационная Кубанская Краснознамённая, ордена Суворова дивизия
- 233-я штурмовая авиационная Ярцевская Краснознамённая, ордена Суворова дивизия
- 260-я штурмовая авиационная Свирская Краснознамённая, ордена Суворова дивизия
- 332-я штурмовая авиационная Витебская Краснознамённая дивизия
- 229-я истребительная авиационная Таманская Краснознамённая дивизия
- 269-я истребительная авиационная Новгородская Краснознамённая дивизия
- 309-я истребительная авиационная Смоленская Краснознамённая дивизия
- 329-я истребительная авиационная Керченская Краснознамённая дивизия
- 325-я бомбардировочная авиационная Осовецкая Краснознамённая, ордена Суворова дивизия
- 47-й отдельный гвардейский разведывательный авиационный Борисовский Краснознамённый, ордена Суворова полк
- 164-й отдельный гвардейский разведывательный авиационный Керченский Краснознамённый полк
- 204-й корректировочный разведывательный авиационный Свирский ордена Суворова полк
- 209-й корректировочный разведывательный авиационный Краснознамённый полк
- 213-й санитарный авиационный полк
- 184-й отдельный авиационный Ломжинский Краснознамённый полк связи
- 844-й отдельный транспортный авиационный Краснознамённый полк
- 69-й отдельный авиационный Ломжинский ордена Кутузова полк Гражданского воздушного флота
- Отдельный авиационный отряд 4-й воздушной армии — в составе Действующей армии: с 19 апреля 1943 года по 9 мая 1945 года[6]

## Награды
- Указом Президиума Верховного совета СССР от 22.02.1968 г. за большие заслуги, проявленные в боях по защите Советской Родины, 4-я воздушная армия была награждена орденом Красного Знамени.

## Почётные наименования
- Указом Президента Российской Федерации от 9 октября 2023 года № 747 за массовый героизм и отвагу, стойкость и мужество, проявленные личным составом армии в боевых действиях по защите Отечества и государственных интересов в условиях вооруженных конфликтов 4-й Краснознаменной армии военно-воздушных сил и противовоздушной обороны присвоено почетное наименование «гвардейская»[8].

## Память
- В городе Симферополе установлена мемориальная плита.
- Имя армии присвоено Неклиновской лётной школе. Полное наименование школы — Государственное бюджетное образовательное учреждение Ростовской области «Неклиновская школа-интернат с первоначальной летной подготовкой им. 4-й Краснознаменной Воздушной Армии».